# The Big Beat
Albums de Art Blakey
Paris Jam Session
(1959) A Night in Tunisia
(1960)
The Big Beat est un album du batteur de jazz Art Blakey et de son groupe The Jazz Messengers enregistré et sorti en 1960.

## Titres
| No | Titre                                                  | Auteur                                | Durée |
| -- | ------------------------------------------------------ | ------------------------------------- | ----- |
| 1. | The Chess Players                                      | Wayne Shorter                         | 9:31  |
| 2. | Sakina's Vision                                        | Wayne Shorter                         | 6:06  |
| 3. | Politely                                               | Bill Hardman                          | 6:04  |
| 4. | Dat Dere                                               | Bobby Timmons                         | 8:48  |
| 5. | Lester Left Town                                       | Wayne Shorter                         | 6:26  |
| 6. | It's Only a Paper Moon                                 | Harold Arlen, Yip Harburg, Billy Rose | 6:41  |
| 7. | It's Only a Paper Moon (prise alternative, édition CD) | Arlen, Harburg, Rose                  | 6:22  |

## Musiciens
- Art Blakey - Batterie
- Lee Morgan - Trompette, bugle
- Wayne Shorter - Saxophone ténor
- Bobby Timmons - Piano
- Jymie Merritt - Contrebasse